# Sentinel (Satellit)

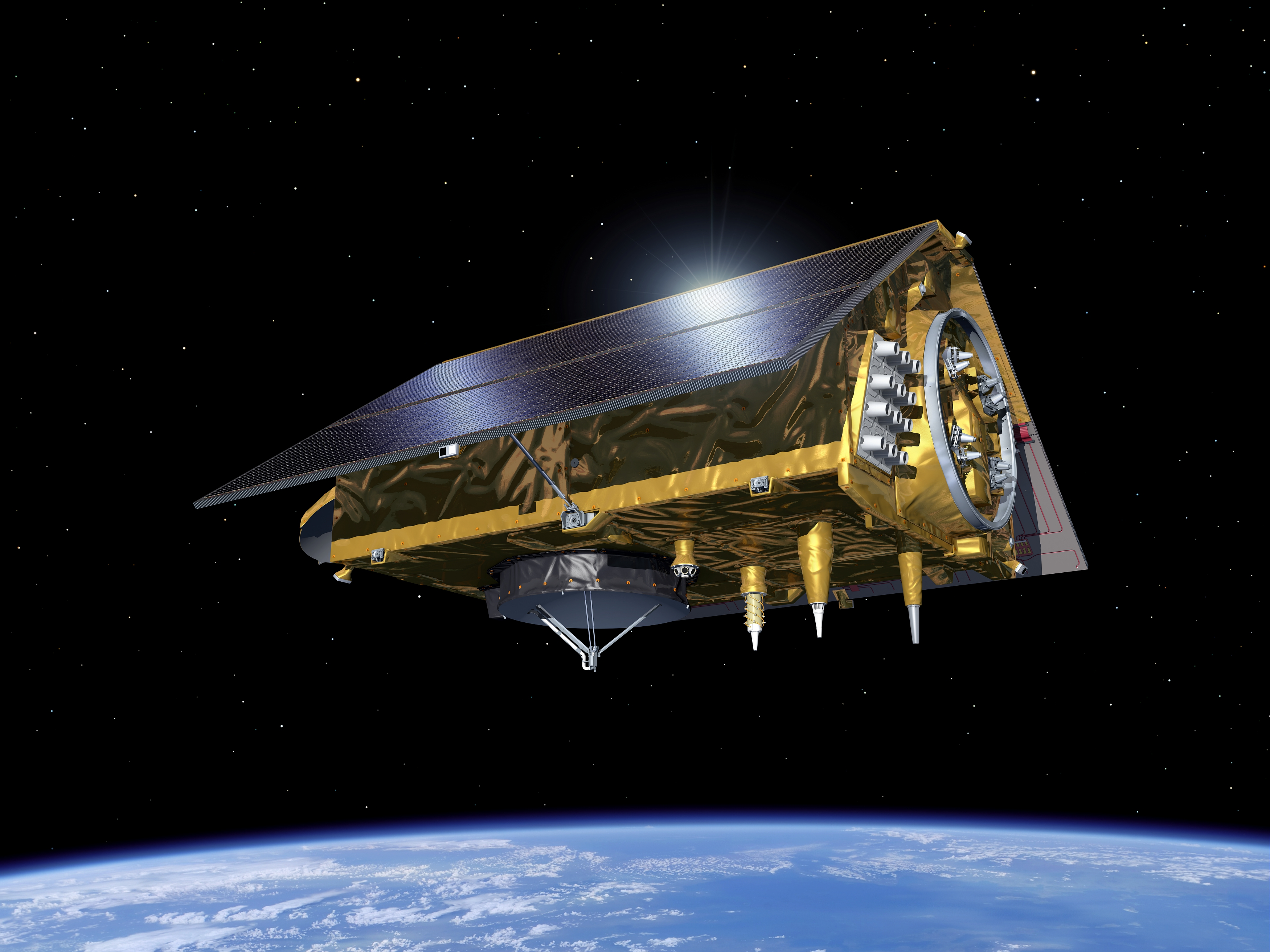
3-D Simulation von Sentinel-6 im Orbit

Die Sentinel (engl.: Wache, Wächter) Satelliten sind Erdbeobachtungssatelliten des Copernicus-Programms (vormals GMES, Global Monitoring for Environment and Security) der Europäischen Weltraumorganisation (ESA). Wie geplant werden die Satelliten seit 2014 gestartet. Sentinel-1 ist ein Radarsatelliten-Paar, Sentinel-2 ein Paar von passiv-optischen Erdbeobachtungssatelliten und Sentinel-3 ein Paar von Satelliten mit Sensoren zur Messung der Meeresoberflächentopographie, der Temperatur von Meeres- und Erdoberflächen und der Ozeanfarbe. Sentinel-5P untersucht seit 2017 die Erdatmosphäre; Sentinel-4 soll 2023 / 2030 folgen (Instrumente an Bord von Meteosat-Satelliten der dritten Generation).

## Das Copernicus-Programm
Das in Zusammenarbeit mit der EU geschaffene Copernicus-Programm soll unter anderem mithilfe der Sentinel-Satelliten eine komplexe Erdbeobachtung ermöglichen, deren Daten für die Bereiche Umwelt, Verkehr, Wirtschaft und Sicherheitspolitik eingesetzt werden können.

## Sentinel-1

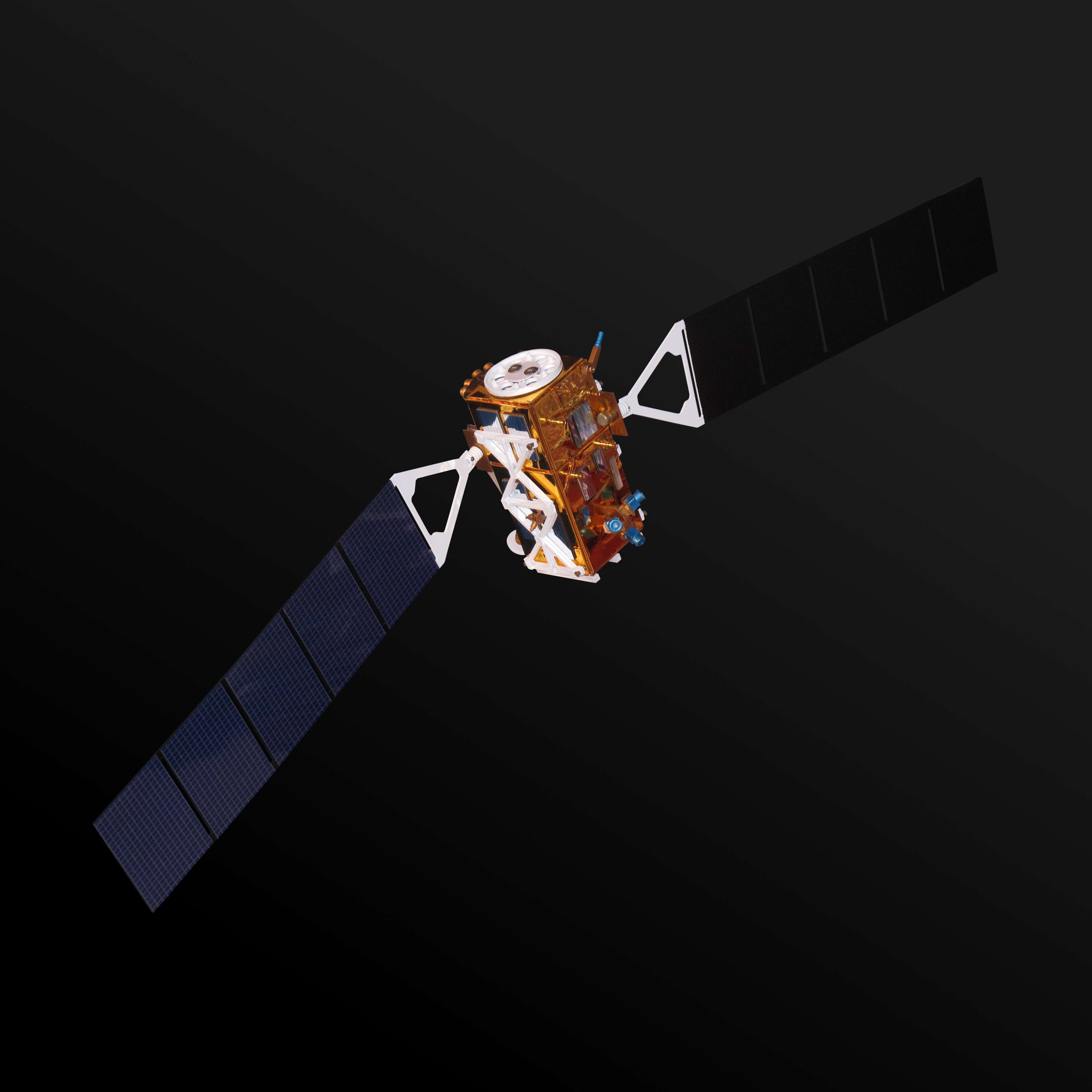
3-D Simulation von Sentinel-1 im Orbit

Die Sentinel-1-Satelliten fliegen in einem etwa 700 km hohen Polar-Orbit und tasten die Erde dabei in Streifen von 80 bis 400 km ab. Zum Einsatz kommt dabei ein C-Band-SAR (Synthetic Aperture Radar) mit einer Wellenlänge von 6 Zentimetern.
Sentinel-1A wurde am 3. April 2014 erfolgreich gestartet, der Start von Sentinel-1B erfolgte am 25. April 2016.

## Sentinel-2

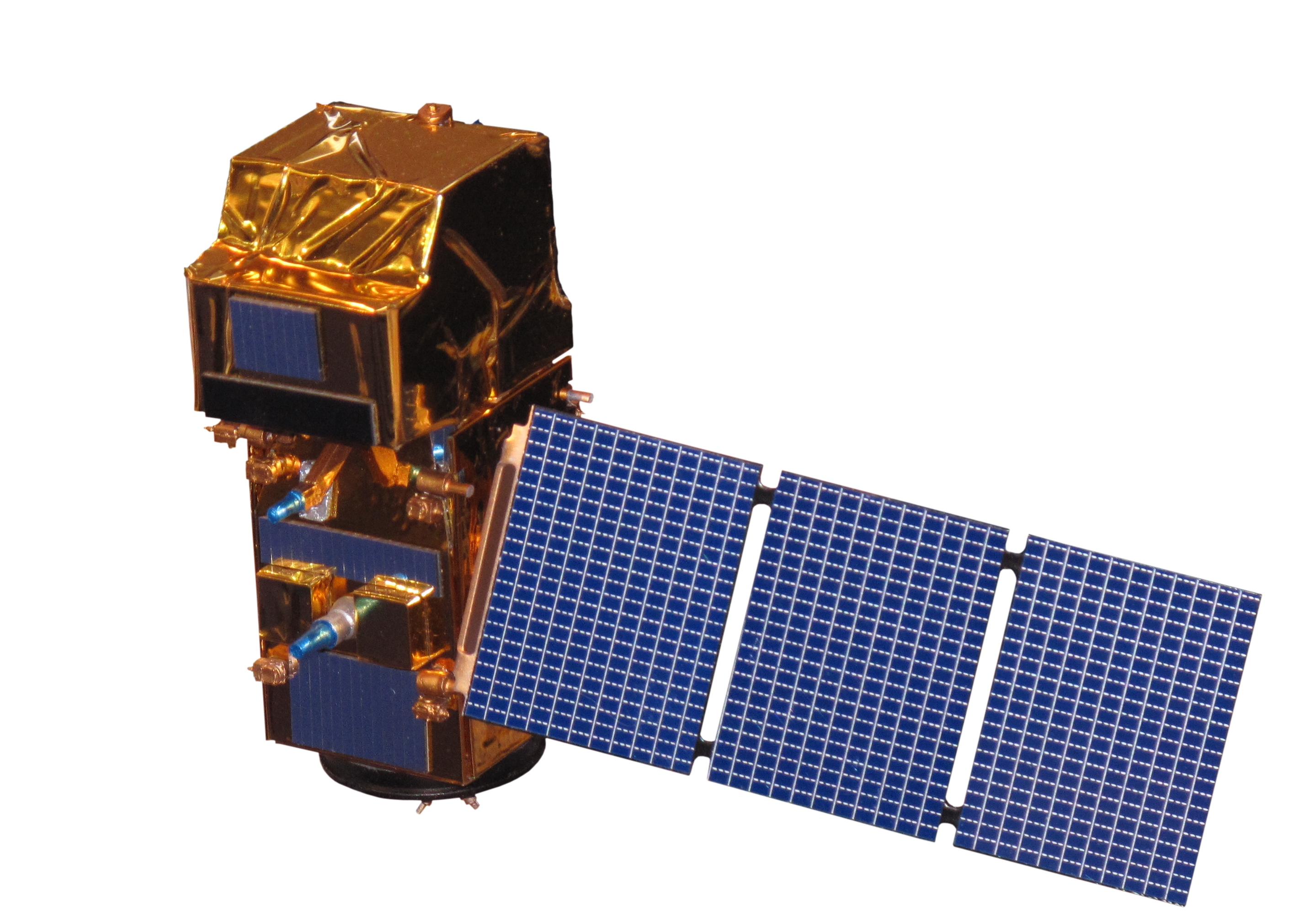
Sentinel-2

Auch Sentinel-2 besteht aus zwei Satelliten in der gleichen Umlaufbahn. Sentinel-2 soll als Fortsetzung von Landsat oder SPOT multispektrale Erdbeobachtungsdaten liefern. Bilder werden in räumlichen Auflösungen von 10 oder 20 m pro Pixel in 10 Spektralkanälen im Wellenlängenbereich von 443 bis 2190 nm aufgenommen werden. Zusätzlich gibt es drei schmalbandige Spektralkanäle mit 60 m räumlicher Auflösung zur Messung der atmosphärischen Eigenschaften.
Sentinel-2A wurde am 23. Juni 2015 mit einer Vega-Rakete gestartet, Der Start von Sentinel-2B folgte am 7. März 2017, ebenfalls an Bord einer Vega-Rakete von Kourou.

## Sentinel-3

Sentinel-3

Sentinel-3 soll Land- und Ozeanfarben als Fortsetzung des Envisat-Instruments Meris messen, Land- und Meerestemperatur in Fortsetzung von AATSR, und die Meeresoberflächen- und Eistopographie in Fortsetzung der Envisat-Altimeter. Außerdem befindet sich ein Radar-Altimeter an Bord. Sentinel-3 operiert ebenfalls als Formation zweier Satelliten.
Sentinel-3A startete am 16. Februar 2016, Sentinel-3B am 25. April 2018.

## Sentinel-4, -5 und -5p
Die Missionen Sentinel-4 und -5 sind der Beobachtung der Atmosphärenzusammensetzung gewidmet. Das Sentinel-4-Instrument soll auf einem der geostationären Meteosat-Third-Generation-Satelliten (MTG) mitfliegen. Die MTG-Sounder-Satelliten (ab 2025) tragen für die Sentinel-4-Mission ein Spektrometer für den ultravioletten, sichtbaren und nah-infraroten Spektralbereich (UVN). Zur Erfüllung der Mission werden auch Daten der EUMETSAT Instrumente verwendet. Diese sind der Thermal-Infrarot-Sounder (IRS) auf dem Sounder-Satelliten sowie der Flexible Combined Imager (FCI) der MTG-Imager-Satelliten.
Sentinel-5 soll auf den MetOp-Second-Generation-Satelliten die Erde auf polaren Orbits umkreisen. Die Mission umfasst ein Spektrometer für den ultravioletten, sichtbaren, nah-infraroten und kurzwellen-infraroten Spektralbereich (UVNS) sowie einen Visible Infrared Imager (VII) und einen Multi-viewing Multi-channel Multi-polarization Imager (3MI). Diese spektralen Daten können u. a. mithilfe des DOAS-Verfahrens für die Erstellung von Spurengaskarten genutzt werden. Zusätzlich startete am 13. Oktober 2017 der Sentinel-5 Precursor (Sentinel-5P) auf einem eigenen Satelliten, um eine zeitliche Lücke zwischen den Missionen Envisat, MetOp und Sentinel-5 zu überbrücken.

## Sentinel-6
Sentinel-6, auch als Jason-CS bekannt, ist eine Höhenvermessungsmission von NASA, Eumetsat, ESA und National Oceanic and Atmospheric Administration (NOAA). Die Sentinel-6 Mission besteht aus zwei identischen Satelliten, Sentinel-6 Michael Freilich und Sentinel-6B. Der Start von Sentinel-6 Michael Freilich erfolgte am 21. November 2020 vom Space Launch Complex 4E auf der Vandenberg Air Force Base in Kalifornien. Sentinel 6B soll im November 2025 gestartet werden.